# Ángela Pumariega
Ángela Pumariega Menéndez (Gijón, 12 november 1984) is een Spaans zeiler.
Pumariega werd samen met Támara Echegoyen en Sofía Toro tijdens de Olympische Zomerspelen 2012 de gouden medaille in de Elliott 6m.

## Resultaten

### Olympische Zomerspelen
| Jaar | Plaats   | Resultaten |
| ---- | -------- | ---------- |
| 2012 | Weymouth | Elliott 6m |

2012: Támara Echegoyen / Ángela Pumariega / Sofía Toro